# George Samuel Perrottet
Pour les articles homonymes, voir Perrottet.
George (Guerard) Samuel Perrottet, né le 23 février 1790 à Praz (Vully) et mort le 3 janvier 1870 à Pondichéry, est un botaniste et explorateur franco-suisse.

## Biographie

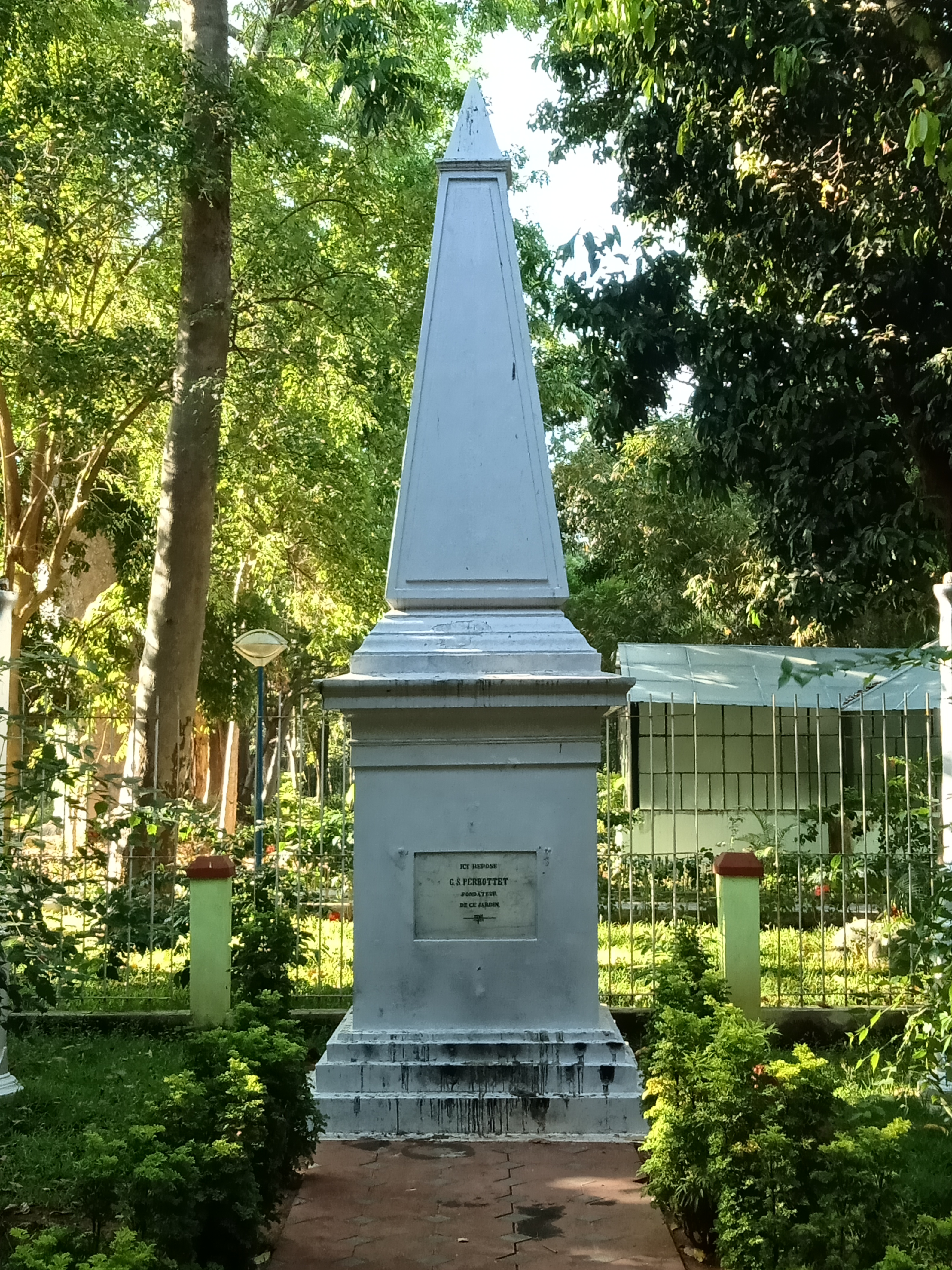
Tombe de Perrottet à Pondichéry (Inde)

Jardinier du Jardin des plantes de Paris (associé au Muséum national d'histoire naturelle) où il se forme comme beaucoup d'autres sous l'égide d'André Thouin, il embarque le 1er janvier 1819 pour la Guyane avec une expédition dirigée par le capitaine de vaisseau Pierre Henri Philibert jusqu'en 1821 en tant que naturaliste, avec pour mission de collecter des plantes. Son navire Le Rhône fait escale Cayenne, La Praya, Bourbon, la côte ouest de la Nouvelle-Hollande, le détroit de Macassar, les Célèbes, les Philippines, Bornéo et Java, puis en 1820 débarque Perrottet et ses plantes en Guyane où il a pour mission de les replanter et les cultiver. Il rapporte notamment au Muséum 158 espèces de végétaux vivants, dont la plupart étaient inconnues en Europe. Cette collection est alors considérée comme la plus précieuse qui soit parvenue au Muséum.
De 1824 à 1829, il effectue des explorations en Sénégambie où il exerce les fonctions d'administrateur de la Sénégalaise, un avant-poste et société commerciale du gouvernement. Avant de revenir en France en 1829, il explore l'île de Gorée et le Cap Vert.
Avec Jean Baptiste Antoine Guillemin (1796–1842) et Achille Richard (1794–1852), il publie un ouvrage sur la flore de la Sénégambie intitulé Florae Senegambiae Tentamen (1830–1833), dont le travail illustratif est réalisé par Joseph Decaisne (1807- 1882).
Il dirige et fonde en 1826 les jardins botaniques de Pondichéry.
En 1832, il est nommé correspondant du Muséum national d'histoire naturelle de Paris et, de 1834 à 1839, il est affecté au jardin botanique de Pondichéry. Rentré en France en 1839, il s'implique dans l'élevage du ver à soie.
De 1843 il retourne à Pondichéry en tant que botaniste officiel et y reste jusqu'à sa mort le 3 janvier 1870. 
Entre 1862 et 1867 le British Museum achète des spécimens collectés par Perrottet : 481 plantes du Sénégal, 256 plantes du Nigeria et 52 plantes de Guadeloupe. Ce musée possède aussi des mousses provenant de Perrottet, incluses dans les collections de Hampe, Bescherelle, Stephani et Wilson.

## Publications

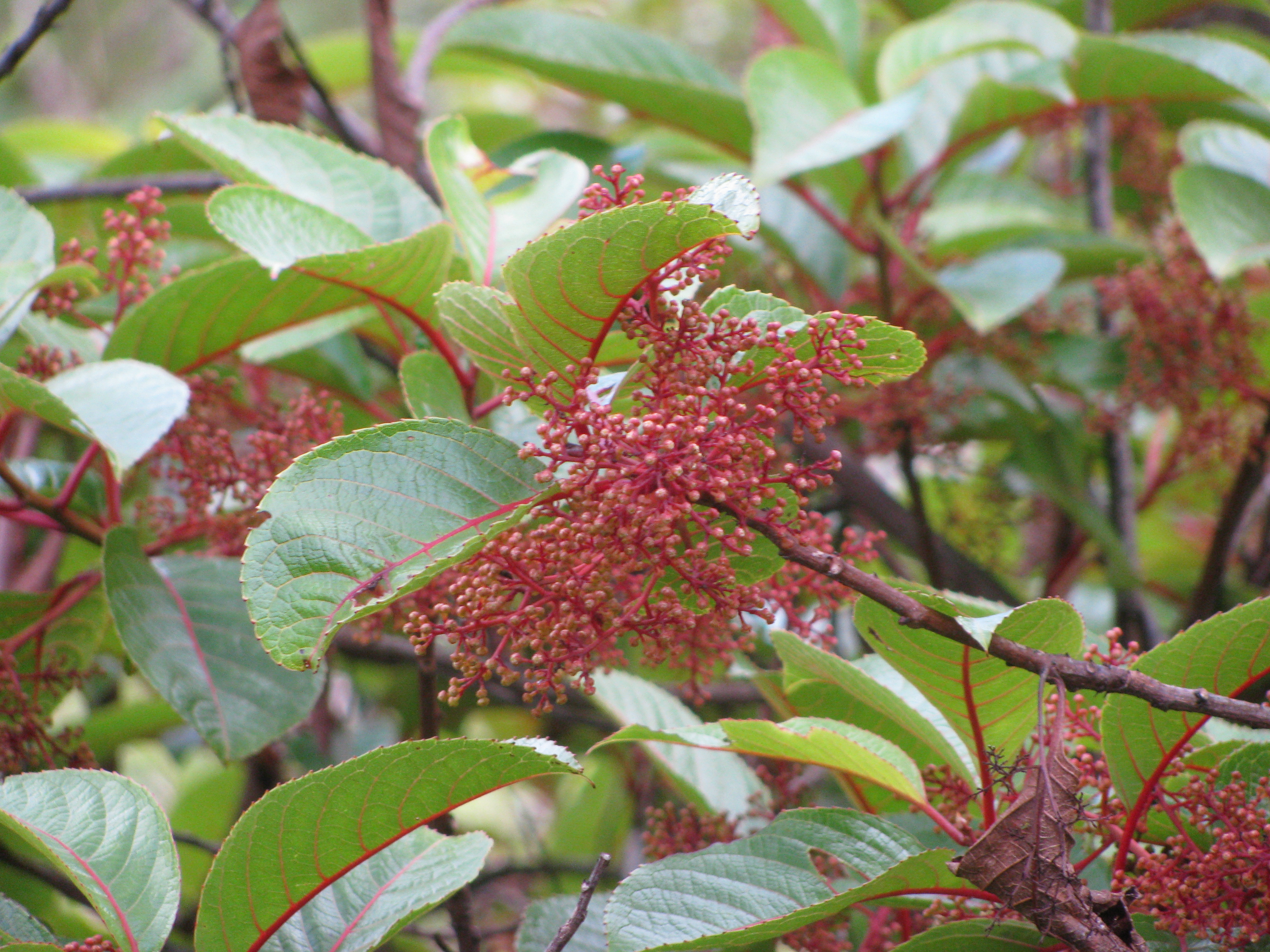
Perrottetia sandwicensis

- Souvenirs d'un voyage autour du monde
  - « Île de Java », Revue des Deux Mondes, t. 4, 2e série,‎ octobre-novembre 1830, p. 21-56 (lire en ligne [sur gallica]).
  - « Samboangan », Revue des Deux Mondes, t. 1,‎ janvier 1831, p. 1-15 (lire en ligne [sur gallica]).
  - « Manille », Revue des Deux Mondes, t. 2,‎ 1831, p. 341-389 (lire en ligne [sur wikisource]).
- [Guillemin, Perrottet & Richard 1830-1833] (la + fr) Florae Senegambiae tentamen, seu, Historia plantarum in diversis Senegambiae regionibus a peregrinatoribus Perrottet et Leprieur detectarum, vol. 1, Paris, Treutel & Wurtz, 1830-1833, 72 planches + 316 (lire en ligne [sur archive.org]).
- [Perrottet & Richard 1841] Monographie des orchidées recueillies dans la chaine des Nil-Gherries (Indes-orientales), Paris, impr. Paul Renouard, 1841, 12 pl. + 33 p. (lire en ligne [sur books.google.fr]).

## Hommages
Asa Gray nomme une espèce végétale en son honneur : le Perrottetia sandwicensis A.Gray (1854), native de Hawaï.
Une autre espèce porte son nom : Zanthoxylum perrottetii DC., synonyme de Zanthoxylum rhoifolium Lam..
Un genre porte son nom : Perrottetia Kunth, incluant 20 espèces.
Rue George Samuel Perrottet à Amiens.